# Spateltråd
Spateltråd (Emplectonema neesii) är en djurart som tillhör fylumet slemmaskar, och som först beskrevs av Örsted 1843. Enligt Catalogue of Life ingår Spateltråd i släktet Emplectonema och familjen Emplectonematidae, men enligt Dyntaxa är tillhörigheten istället släktet Emplectonema, och ordningen Hoplonemertea. Arten är reproducerande i Sverige. Inga underarter finns listade i Catalogue of Life.